# Concerto grosso n. 2
Concerto grosso n. 2  è il quarto album discografico del gruppo musicale italiano New Trolls, pubblicato nel 1976.
È il primo disco di inediti dopo scioglimento del gruppo avvenuto nel 1973 e il ritorno sulle scene di circa due anni dopo.

## Tracce
Lato A
1. I tempo: Vivace – 4:41 (Luis Enriquez Bacalov)
2. II tempo: Andante (Most dear lady) – 3:39 (testo: Sergio Bardotti, G. D’Adamo – musica: Luis Enriquez Bacalov)
3. III tempo: Moderato (Fare you well dove) – 4:12 (testo: S. Bardotti, G. D’Adamo – musica: Luis Enriquez Bacalov)
4. Quiet seas – 3:21 (testo: G. D’Adamo, S. Bardotti – musica: V. De Scalzi)

Lato B
1. Vent’anni – 4:50 (testo: G. D’Adamo, G. Belleno – musica: N. Di Palo, V. De Scalzi, A. Belloni)
2. Bella come mai – 4:15 (testo: G. D’Adamo – musica: V. De Scalzi, N. Di Palo, G. Belleno, A. Belloni)
3. Let it be me – 3:17 (testo: Manny Curtis, Pierre Delanoë – musica: Gilbert Becaud)
4. Le Roi Soleil – 5:20 (testo: G. D’Adamo, S. Bardotti – musica: N. Di Palo, V. De Scalzi, G. Belleno, A. Belloni)

## Formazione
- Vittorio De Scalzi: sintetizzatore, pianoforte, Fender Rhodes, chitarra acustica, flauto, voce
- Nico Di Palo: chitarra elettrica, chitarra acustica, ARP, synth, voce
- Giorgio D'Adamo: basso, voce
- Gianni Belleno: batteria, percussioni, voce
- Ricky Belloni: chitarra elettrica, chitarra acustica, voce

## Edizioni
- Concerto grosso n. 2 - LP - Magma - 1976
- Concerto grosso n. 2 - LP - Fonit Cetra - 1982
- Concerto grosso n. 2 - CD - Hae Dong - 1994